# Dekanat Kozłowo
Dekanat Kozłowo – jeden z 33 dekanatów w rzymskokatolickiej archidiecezji warmińskiej.

## Parafie
W skład dekanatu wchodzi 6 parafii:
- parafia św. Apostołów Piotra i Pawła – Kozłowo
- parafia św. Antoniego Padewskiego – Napierki
- parafia św. Jadwigi Królowej – Rozdroże
- parafia św. Antoniego – Sarnowo
- parafia św. Józefa – Szkotowo
- parafia św. Michała Archanioła – Turowo

## Sąsiednie dekanaty
Działdowo (diec. toruńska), Dzierzgowo (diec. płocka), Grunwald, Mława (diec. płocka), Nidzica